# Baron Hunsdon

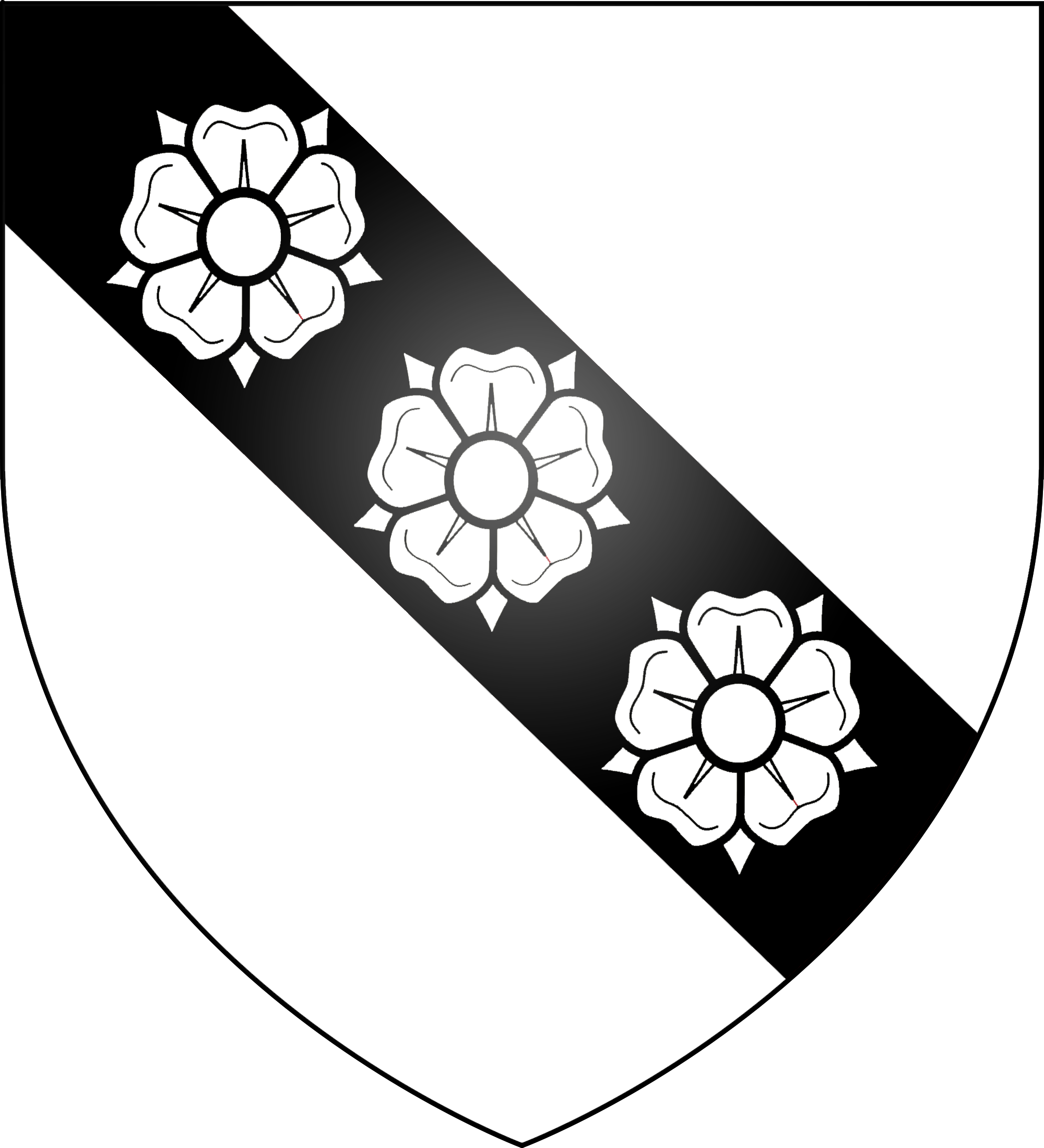
Armes des Cary: Argent, à une bande de sable chargée de trois roses d'argent

Baron Hunsdon est un titre qui a été créé deux fois, la première en 1559 dans la Pairie d'Angleterre pour le soldat et courtisan Henry Carey. Son petit-fils, Henry Carey, quatrième baron, est créé vicomte Rochford en 1621 et comte de Douvres, dans le comté de Kent, en 1628. Ces titres appartiennent aussi à la Pairie d'Angleterre. Son fils lui succède en tant que deuxième comte. Dès 1640, il est appelé à la Chambre des lords sur la baronnie d'Hunsdon de son père à la faveur d'une ordonnance extraordinaire. Pourtant, la vicomté et le comté s'éteignent à sa mort en 1677. La baronnie passe à son cousin au second degré, qui devient sixième baron. Celui-ci est l'arrière-petit-fils de sir Edmund Carey, un fils plus jeune du premier baron. À sa mort, le titre passe à son cousin germain, le septième baron. Ce dernier meurt célibataire et son cousin au premier degré lui succède, devenant le huitième baron. À la mort de ce dernier en 1765, le titre s'éteint.
Le titre est créé une seconde fois en 1923 dans la Pairie du Royaume-Uni. La baronnie est rétablie pour l'homme d'affaires, l'honorable Herbert Gibbs, qui est fait baron Hunsdon de Hunsdon et de Briggens dans le Hertfordshire. Gibbs est le quatrième fils de Hucks Gibbs, 1er baron Aldenham. Il est associé dans l'entreprise familiale Antony Gibbs & Sons, ainsi que président du conseil d'administration d'une société de prêt pour les travaux publics. En 1908, Gibbs acquiert Hunsdon House et la propriété de Briggens dans le Hertfordshire. Son fils lui succède en tant que deuxième baron. En 1939, son cousin lui succède dans la baronnie d'Aldenham. Les deux baronnies restent unies.

## Barons Hunsdon, première création (1559)
- Henry Carey (1er baron Hunsdon) (1526 – 1596)
- George Carey (2e baron Hunsdon) (vers 1556 – 1603)
- John Carey (3e baron Hunsdon) (1563 – 1617)
- Henry Carey (4e baron Hunsdon) (mort en 1666) (créé comte de Douvres en 1628)

## Comtes de Douvres (1628)
- Henry Carey, 1er comte de Douvres, 4e baron Hunsdon (mort en 1666)
- John Carey, 2e comte de Douvres, 5e baron Hunsdon (1608 – 1677)

## Barons Hunsdon, première création (1559; reversé)
- Robert Carey (6e baron Hunsdon) (mort en 1692)
- Robert Carey (7e baron Hunsdon) (mort en 1702)
- William Ferdinand Carey (8e baron Hunsdon) (1684 – 1765)

## Barons Hunsdon, seconde création (1832)
- Lucius Cary, 10e vicomte Falkland, 1er baron Hunsdon (1803 – 1884)

## Barons Hunsdon (de Hunsdon), troisième création (1923)
- Herbert Cokayne Gibbs, 1er baron Hunsdon de Hunsdon (en) (1854–1935)
- Walter Durant Gibbs, 2e baron Hunsdon de Hunsdon (en) (1888–1969) (succède comme 4e baron Aldenham en 1939)
- Antony Durant Gibbs, 5e baron Aldenham, 3e baron Hunsdon de Hunsdon (en) (1922–1986)
- Vicary Tyser Gibbs, 6e baron Aldenham, 4e baron Hunsdon de Hunsdon (en) (né en 1948)

L'héritier présomptif est le fils du titulaire actuel, Humphrey William Fell Gibbs (né en 1989).